# Красавский район
Красавский райо́н — упразднённая административно-территориальная единица в Саратовской области, существовавшая в 1935—1959 годах. Административный центр — с. Святославка.

## История
Район образован 18 января 1935 года в составе Саратовского края (с 1936 года — в Саратовской области).
С 6 января 1954 года по 19 ноября 1957 года район входил в состав Балашовской области.
10 июня 1959 года район был упразднён, его территория вошла в состав Самойловского района.

## Административное деление
В 1940 году в состав района входило 15 сельских советов:
| - Воздвиженский, - Воронинский, - Ивановский, - Ковалевский, - Красавский, - Низовский, - Николаевский, - Ново-Александровский, | - Ново-Михайловский, - Полоцкий, - Полтавский, - Поселковый совхоза № 173, - Святославский, - Тюменевский, - Ясно-Полянский |